# Herbalife
Herbalife Ltd. – globalna korporacja sprzedaży bezpośredniej, promująca zdrowy i aktywny styl życia, odżywianie, koktajle zastępujące posiłek, odżywki proteinowe, proteinowe batoniki, suplementy diety oraz produkty pielęgnacyjne.
Centrala Herbalife mieści się w Los Angeles w USA. Firma została założona przez Marka R. Hughesa w 1980 roku i zatrudniała w 2022 roku około 11 000 osób na całym świecie. W 2022 roku firma działała w 95 krajach. Według jednej ze stron internetowych Herbalife, celem firmy jest zmiana nawyków żywieniowych na świecie.

## Historia firmy
Herbalife założył Mark Hughes w Kalifornii w roku 1980. Hughes stworzył firmę głównie z myślą o prawidłowej i zdrowej kontroli wagi ciała. Hughes często twierdził, że geneza jego produktu i programu wywodzi się z obaw o nadmierną utratę wagi jego matki Joanne, której przedwczesną śmierć przypisywał zaburzeniom odżywiania i niezdrowemu podejściu do odchudzania. W 1985 roku firma została uznana za najszybciej rozwijającą się prywatną firmę w Ameryce przez Inc. po tym, jak jej sprzedaż wzrosła z 386 tysięcy dolarów do 423 milionów dolarów w ciągu poprzednich pięciu lat.
W 1986 roku Herbalife stała się spółką publiczną notowaną na NASDAQ i zmieniła nazwę na Herbalife International. W 1994 roku firma pojawiła się w Polsce. W 1995 roku Herbalife wprowadziła na rynek linię produktów do higieny osobistej, która obejmowała zapachy i produkty do oczyszczania twarzy. W 2002 firmę przejęła grupa inwestycyjna kierowana przez Withney &Co LLC i Golden Gate Capital, Inc., a w 2003 Michael O. Johnson objął w firmie stanowisko dyrektora generalnego.
16 grudnia 2004 roku firma zadebiutowała na NYSE z 14,5 milionami akcji zwykłych po cenie 14 dolarów za akcję. Na koniec 2008 roku Herbalife współpracowała w 70 krajach z prawie 2 milionami dystrybutorów, którzy mogli zarabiać na sprzedaży produktów i dodatkowych prowizjach wynikających ze struktury marketingu wielopoziomowego. W 2010 roku firma powołała do życia Nutrition Advisory Board (NAB), Radę Doradczą Herbalife, odpowiedzialną za realizację badań naukowych w obszarze tworzenia skutecznych formuł produktów i kontroli jakości.
Od 2013 roku ambasadorem marki jest Cristiano Ronaldo, który promuje produkt Herbalife z serii H24 – CR7 Drive, sygnując go swoim wizerunkiem.
25 kwietnia 2018 roku firma Herbalife ogłosiła, że zmienia nazwę z Herbalife Ltd. na Herbalife Nutrition Ltd., a w 2023 roku firma zmieniła nazwę z Herbalife Nutrition na Herbalife.
W 2021 roku w sondażu przeprowadzonym przez Euromonitor International, niezależną firmę zajmującą się badaniami rynku, marka Herbalife został wysoko oceniona przez respondentów w kategorii kontroli wagi i dobrego samopoczucia, zdobywając tytuł „The world’s #1 Brand in weight management and wellbeing”. W lutym 2022 roku firma została uznana przez Forbesa za jednego z najlepszych amerykańskich pracodawców średniej wielkości, plasując się w pierwszej dziesiątce w kategorii branżowej obejmującej m.in. żywność oraz napoje, a w kwietniu 2022 Herbalife uznana przez redakcję za jednego z najlepszych amerykańskich pracodawców pod względem różnorodności.

## Zaplecze naukowe
Herbalife od 2010 r. zainwestowała ponad 30 milionów dolarów w rozbudowę czterech ośrodków badawczo-rozwojowych oraz ośmiu laboratoriów kontroli jakości. Zespół operacyjny liczy prawie 2000 pracowników na całym świecie, w tym ponad 200 naukowców i pracowników zajmujących się kontrolą jakości oraz 150 naukowców prowadzących badania. 
W USA firma posiada zakłady produkcyjne w Wirginii, Lake Forest w hrabstwie Orange w Kalifornii i Winston-Salem w Karolinie Północnej. W Chinach zakłady produkcyjne firmy znajdują się w Changsha w prowincji Hunan oraz Suzhou i Nankinie w prowincji Jiangsu. Proces produkcyjny firmy opiera się na strategii „seed to feed”, którą firma zainicjowała w latach 2010 i która pozwala jej śledzić, skąd pochodzą składniki produktów odżywczych, wykorzystane w produkcji. Od 2013 roku firma prowadzi zakład ekstrakcji botanicznej w Changsha w prowincji Hunan. Zakład produkuje ekstrakty botaniczne, w tym herbaty, guarany, rumianku, brokułów i borówki, wykorzystywane w wielu produktach marki.

## Herbalife w Polsce
Herbalife Polska Sp. z o.o. jest członkiem PSSB – Polskiego Stowarzyszenia Sprzedaży Bezpośredniej, której celem jest zapewnienie dostępu do spersonalizowanego żywienia milionom ludzi na całym świecie. Dyrektorem zarządzającym Herbalife na Polskę, Czechy i Słowację od 2011 roku jest Konrad Szałkiewicz.